# Zatrephes rufobrunnea
Zatrephes rufobrunnea là một loài bướm đêm thuộc phân họ Arctiinae, họ Erebidae.